# Philip Sclater
Philip Lutley Sclater FRS FRGS FZS FLS (n. 4 noiembrie 1829 – d. 27 iunie 1913) a fost un avocat și zoolog englez. În zoologie, el a fost un ornitolog expert și a identificat principalele regiuni zoogeografice⁠(en)[traduceți] ale lumii. A fost secretar al Societății Zoologice din Londra⁠(en)[traduceți] timp de 42 de ani, din 1860 până în 1902.